# Boxeo en los Juegos Olímpicos
El boxeo en los Juegos Olímpicos se realizan desde la edición de San Luis 1904. Tras el Campeonato Mundial, es la máxima competición internacional de este deporte. Es organizado por el Comité Olímpico Internacional (COI), junto con la Asociación Internacional de Boxeo (AIBA). Este deporte fue exclusivamente masculino, hasta que en la edición de Londres 2012 se permitió la participación de mujeres.

## Historia
Las competiciones de boxeo fueron incluidas por primera vez en los Juegos Olímpicos de San Luis 1904. En esa primera edición se incluyeron siete categorías de peso, que para los siguientes Juegos, Londres 1908, se vieron reducidas a cinco. En la siguiente edición, Estocolmo 1912, no fue incluido este deporte en el programa. Desde entonces el número de categorías ha cambiado tanto en número como en la definición del rango de peso, oscilando entre las ocho y las doce. A partir de los Juegos Olímpicos de Londres 1948 las categorías se miden en kilogramos y antes se definían en libras.
En 1984 se estableció como obligatorio el uso del casco de seguridad, en 1992 se usó por primera vez un sistema electrónico de puntuación y en 2008 se estandarizó el sistema de puntuación. Las mujeres pudieron competir por primera vez en los Juegos de Londres 2012 (en tres categorías). Hasta Londres 2012 solo podían competir boxeadores aficionados (amateur), en Río de Janeiro 2016 se permitió la participación de profesionales, y además en esta edición fue eliminado el casco protector para los combates masculinos.

## Categorías
El boxeo femenino no alcanzó la consideración de deporte olímpico hasta 2012. Desde entonces, el número de categorías olímpicas en modalidad fememina o se ha mantenido o se ha incrementado progresivamente. Evolución en el número de categorías en las últimas cinco olimpiadas:
| Juegos Olímpicos | Categorías Masculinas | Categorías Femeninas | Total Categorías |
| ---------------- | --------------------- | -------------------- | ---------------- |
| Pekín 2008       | 11                    | 0                    | 11               |
| Londres 2012     | 10                    | 3                    | 13               |
| Río 2016         | 10                    | 3                    | 13               |
| Tokio 2020       | 8                     | 5                    | 13               |
| París 2024       | 7                     | 6                    | 13               |

En los Juegos de Tokio 2020 se disputaron trece categorías (ocho masculinas y cinco femeninas) en el boxeo olímpico.
| Categorías masculinas - Peso mosca (48-52 kg) - Peso pluma (52-57 kg) - Peso ligero (57-63 kg) - Peso wélter (63-69 kg) - Peso medio (69-75 kg) - Peso semipesado (75-81 kg) - Peso pesado (81-91 kg) - Peso superpesado (+91 kg) | Categorías femeninas - Peso mosca (48-51 kg) - Peso pluma (54-57 kg) - Peso ligero (57-60 kg) - Peso wélter (64-69 kg) - Peso medio (69-75 kg) |

Posteriormente, en línea con el objetivo del COI de conseguir un equilibrio de género, en los Juegos de París 2024 el número de categorías masculinas y femeninas han sido más equitativas que nunca antes: siete categorías para hombres (una menos) y seis para mujeres (una más). Adicionalmente, se han suprimido todos los adjetivos calificativos para referirse a cada categoría que únicamente quedará identificada por el peso expresado en cantidad de kilogramos.
| Nuevas categorías masculinas - –51 kg - –57 kg - –63.5 kg - –71 kg - –80 kg - –92 kg - +92 kg | Nuevas categorías femeninas - –50 kg - –54 kg - –57 kg - –60 kg - –66 kg - –75 kg |

## Ediciones
| Núm.  | Año  | Sede                          | Instalaciones                             |
| ----- | ---- | ----------------------------- | ----------------------------------------- |
| I     | 1904 | San Luis ( Estados Unidos)    | Francis Gymnasium                         |
| II    | 1908 | Londres ( Reino Unido)        | Northampton Institute                     |
| –     | 1912 | Estocolmo ( Suecia)           | No realizado                              |
| III   | 1920 | Amberes ( Bélgica)            | Zoológico de Amberes                      |
| IV    | 1924 | París ( Francia)              | Velódromo de Invierno                     |
| V     | 1928 | Ámsterdam ( Países Bajos)     | Krachtsportgebouw                         |
| VI    | 1932 | Los Ángeles ( Estados Unidos) | Gran Auditorio Olímpico                   |
| VII   | 1936 | Berlín ( Alemania)            | Deutschlandhalle                          |
| VIII  | 1948 | Londres ( Reino Unido)        | The Empire Pool                           |
| IX    | 1952 | Helsinki ( Finlandia)         | Messuhalli                                |
| X     | 1956 | Melbourne ( Australia)        | Estadio de West Melbourne                 |
| XI    | 1960 | Roma ( Italia)                | Palazzo dello Sport                       |
| XII   | 1964 | Tokio ( Japón)                | Pabellón Korakuen                         |
| XIII  | 1968 | Ciudad de México ( México)    | Arena México                              |
| XIV   | 1972 | Múnich ( RFA)                 | Pabellón de Boxeo                         |
| XV    | 1976 | Montreal ( Canadá)            | Arena Maurice Richard y Forum de Montreal |
| XVI   | 1980 | Moscú ( URSS)                 | Estadio Olimpiski                         |
| XVII  | 1984 | Los Ángeles ( Estados Unidos) | Los Angeles Memorial Sports Arena         |
| XVIII | 1988 | Seúl ( Corea del Sur)         | Gimnasio Estudiantil de Jamsil            |
| XIX   | 1992 | Badalona ( España)            | Pavelló Club Joventut                     |
| XX    | 1996 | Atlanta ( Estados Unidos)     | Alexander Memorial Coliseum               |
| XXI   | 2000 | Sídney ( Australia)           | Centro de Conferencias y Exposiciones     |
| XXII  | 2004 | Atenas ( Grecia)              | Centro Olímpico de Boxeo Peristeri        |
| XXIII | 2008 | Pekín ( China)                | Gimnasio de los Trabajadores              |
| XXIV  | 2012 | Londres ( Reino Unido)        | ExCeL                                     |
| XXV   | 2016 | Río de Janeiro ( Brasil)      | Riocentro                                 |
| XXVI  | 2020 | Tokio ( Japón)                | Arena Kokugikan                           |
| XXVII | 2024 | París ( Francia)              | Arena París Nord Stade Roland Garros      |

## Medallero histórico
- Actualizado a París 2024.

| Núm. | País                                  | Oro | Plata | Bronce | Total |
| ---- | ------------------------------------- | --- | ----- | ------ | ----- |
| 1    | Estados Unidos                        | 50  | 27    | 41     | 118   |
| 2    | Cuba                                  | 42  | 19    | 19     | 80    |
| 3    | Rusia                                 | 25  | 26    | 38     | 89    |
| 4    | Reino Unido                           | 20  | 15    | 28     | 63    |
| 5    | Italia                                | 15  | 15    | 18     | 48    |
| 6    | Alemania                              | 11  | 14    | 24     | 49    |
| 7    | Hungría                               | 10  | 2     | 8      | 20    |
| 7    | Uzbekistán                            | 10  | 2     | 8      | 20    |
| 9    | Polonia                               | 8   | 10    | 26     | 44    |
| 10   | Kazajistán                            | 7   | 8     | 11     | 26    |
| 11   | Argentina                             | 7   | 7     | 10     | 24    |
| 12   | Francia                               | 6   | 11    | 11     | 28    |
| 13   | República Popular China               | 6   | 7     | 6      | 19    |
| 14   | Sudáfrica                             | 6   | 4     | 9      | 19    |
| 15   | Bulgaria                              | 5   | 5     | 10     | 20    |
| 16   | Ucrania                               | 5   | 4     | 7      | 16    |
| 17   | Irlanda                               | 4   | 5     | 10     | 19    |
| 18   | Tailandia                             | 4   | 4     | 8      | 16    |
| 19   | Corea del Sur                         | 3   | 7     | 11     | 21    |
| 20   | Canadá                                | 3   | 7     | 8      | 18    |
| 21   | Yugoslavia                            | 3   | 2     | 6      | 11    |
| 22   | República Checa                       | 3   | 2     | 2      | 7     |
| 23   | Japón                                 | 3   | 0     | 5      | 8     |
| 24   | México                                | 2   | 4     | 8      | 14    |
| 25   | Corea del Norte                       | 2   | 3     | 4      | 9     |
| 26   | Brasil                                | 2   | 2     | 5      | 9     |
| 27   | Finlandia                             | 2   | 1     | 13     | 16    |
| 28   | Argelia                               | 2   | 0     | 5      | 7     |
| 29   | Rumania                               | 1   | 9     | 15     | 25    |
| 30   | Dinamarca                             | 1   | 5     | 6      | 12    |
| 31   | Turquía                               | 1   | 5     | 4      | 10    |
| 32   | Venezuela                             | 1   | 3     | 2      | 6     |
| 33   | Países Bajos                          | 1   | 2     | 5      | 8     |
| 34   | Mongolia                              | 1   | 2     | 4      | 7     |
| 35   | Noruega                               | 1   | 2     | 2      | 5     |
| 36   | Kenia                                 | 1   | 1     | 5      | 7     |
| 37   | Bélgica                               | 1   | 1     | 2      | 4     |
| 37   | Nueva Zelanda                         | 1   | 1     | 2      | 4     |
| 39   | China Taipéi                          | 1   | 0     | 3      | 4     |
| 39   | República Dominicana                  | 1   | 0     | 3      | 4     |
| 41   | Suecia                                | 0   | 5     | 6      | 11    |
| 42   | Filipinas                             | 0   | 4     | 6      | 10    |
| 43   | España                                | 0   | 3     | 3      | 6     |
| 43   | Nigeria                               | 0   | 3     | 3      | 6     |
| 45   | Uganda                                | 0   | 3     | 1      | 4     |
| 46   | Azerbaiyán                            | 0   | 2     | 8      | 10    |
| 47   | Bielorrusia                           | 0   | 2     | 0      | 2     |
| 48   | Australia                             | 0   | 1     | 6      | 7     |
| 49   | Puerto Rico                           | 0   | 1     | 5      | 6     |
| 50   | Colombia                              | 0   | 1     | 4      | 5     |
| 51   | Egipto                                | 0   | 1     | 3      | 4     |
| 51   | Ghana                                 | 0   | 1     | 3      | 4     |
| 53   | Chile                                 | 0   | 1     | 2      | 3     |
| 54   | Camerún                               | 0   | 1     | 1      | 2     |
| 55   | Australasia                           | 0   | 1     | 0      | 1     |
| 55   | Estonia                               | 0   | 1     | 0      | 1     |
| 55   | Kirguistán                            | 0   | 1     | 0      | 1     |
| 55   | Panamá                                | 0   | 1     | 0      | 1     |
| 55   | Tonga                                 | 0   | 1     | 0      | 1     |
| 60   | Marruecos                             | 0   | 0     | 4      | 4     |
| 61   | India                                 | 0   | 0     | 3      | 3     |
| 62   | Armenia                               | 0   | 0     | 2      | 2     |
| 62   | Georgia                               | 0   | 0     | 2      | 2     |
| 62   | Moldavia                              | 0   | 0     | 2      | 2     |
| 62   | Tayikistán                            | 0   | 0     | 2      | 2     |
| 62   | Túnez                                 | 0   | 0     | 2      | 2     |
| 67   | Bermudas                              | 0   | 0     | 1      | 1     |
| 67   | Cabo Verde                            | 0   | 0     | 1      | 1     |
| 67   | Croacia                               | 0   | 0     | 1      | 1     |
| 67   | Equipo Olímpico de Atletas Refugiados | 0   | 0     | 1      | 1     |
| 67   | Guyana                                | 0   | 0     | 1      | 1     |
| 67   | Lituania                              | 0   | 0     | 1      | 1     |
| 67   | Mauricio                              | 0   | 0     | 1      | 1     |
| 67   | Níger                                 | 0   | 0     | 1      | 1     |
| 67   | Pakistán                              | 0   | 0     | 1      | 1     |
| 67   | Siria                                 | 0   | 0     | 1      | 1     |
| 67   | Uruguay                               | 0   | 0     | 1      | 1     |
| 67   | Zambia                                | 0   | 0     | 1      | 1     |
|      | TOTAL                                 | 278 | 278   | 492    | 1048  |

1. ↑  Incluye las medallas obtenidas por la Unión Soviética, el Equipo Unificado y ROC.
2. ↑  Incluye las medallas obtenidas por el Equipo Alemán Unificado, la RFA y la RDA entre 1949 y 1990.
3. ↑  Incluye las medallas obtenidas por Checoslovaquia.

## Medallistas de oro
Boxeadores que han ganado dos o más medallas olímpicas de oro.
Incluye Juegos Olímpicos 2024
Masculino
| # | Nombre               | País            | Desde | Hasta | Oro | Plata | Bronce |
| - | -------------------- | --------------- | ----- | ----- | --- | ----- | ------ |
| 1 | László Papp          | Hungría         | 1948  | 1956  | 3   | –     | –      |
| 1 | Félix Savón          | Cuba            | 1992  | 2000  | 3   | –     | –      |
| 1 | Teófilo Stevenson    | Cuba            | 1972  | 1980  | 3   | –     | –      |
| 4 | Roniel Iglesias      | Cuba            | 2008  | 2020  | 2   | –     | 1      |
| 4 | Boris Lagutin        | Unión Soviética | 1960  | 1968  | 2   | –     | 1      |
| 4 | Oleg Saítov          | Rusia           | 1996  | 2004  | 2   | –     | 1      |
| 7 | Hasanboy Doʻsmatov   | Uzbekistán      | 2016  | 2024  | 2   | –     | –      |
| 7 | Ariel Hernández      | Cuba            | 1992  | 1996  | 2   | –     | –      |
| 7 | Ángel Herrera        | Cuba            | 1976  | 1980  | 2   | –     | –      |
| 7 | Bahodir Jalolov      | Uzbekistán      | 2020  | 2024  | 2   | –     | –      |
| 7 | Mario Kindelán       | Cuba            | 2000  | 2004  | 2   | –     | –      |
| 7 | Oliver Kirk          | Estados Unidos  | 1904  | 1904  | 2   | –     | –      |
| 7 | Jerzy Kulej          | Polonia         | 1964  | 1968  | 2   | –     | –      |
| 7 | Julio César La Cruz  | Cuba            | 2016  | 2020  | 2   | –     | –      |
| 7 | Vasyl Lomachenko     | Ucrania         | 2008  | 2012  | 2   | –     | –      |
| 7 | Arlen López          | Cuba            | 2016  | 2020  | 2   | –     | –      |
| 7 | Harry Mallin         | Reino Unido     | 1920  | 1924  | 2   | –     | –      |
| 7 | Robeisy Ramírez      | Cuba            | 2012  | 2016  | 2   | –     | –      |
| 7 | Guillermo Rigondeaux | Cuba            | 2000  | 2004  | 2   | –     | –      |
| 7 | Aleksei Tishchenko   | Rusia           | 2004  | 2008  | 2   | –     | –      |
| 7 | Héctor Vinent        | Cuba            | 1992  | 1996  | 2   | –     | –      |
| 7 | Zou Shiming          | China           | 2008  | 2012  | 2   | –     | –      |

Femenino
| # | Nombre            | País           | Desde | Hasta | Oro | Plata | Bronce |
| - | ----------------- | -------------- | ----- | ----- | --- | ----- | ------ |
| 1 | Nicola Adams      | Reino Unido    | 2012  | 2016  | 2   | –     | –      |
| 1 | Kellie Harrington | Irlanda        | 2020  | 2024  | 2   | –     | –      |
| 7 | Claressa Shields  | Estados Unidos | 2012  | 2016  | 2   | –     | –      |